# Crkva sv. Mihajla kod Stona
Crkva sv. Mihajla je starohrvatska crkva na brežuljku Gorici kod Stona. Datira iz 8. ili 9. stoljeća.

## Pronalazak
Od starohrvatskih crkvica na području Zahumlja široj javnosti najpoznatija crkvica sv. Mihajla, koja se uzdiže na brežuljku Gorica, gdje se nalazio srednjovjekovni grad Ston. Ta je crkvica postala popularna najviše po svojim freskama, na kojima je među ostalim prikazan i lik okrunjena vladara s modelom crkvice u ruci, i o njoj je napisana opsežna znanstvena i publicistička literatura. Već na razmeđu stoljeća upoznao je Frano Radić znanstvenu javnost s njezinim žalosnim stanjem. Kad ju je 1920-ih prvi put posjetio kao konzervator za Dalmaciju Ljubo Karaman, crkvica je bila već u takvu stanju da se u nju moglo ući samo kroz usku rupu na sjevernom zidu prolazeći kroz spremište seoskog gospodarstva sestara dominikanki, jer je njezin ulaz u koji se ulazilo kroz noviju kapelicu, koja je bila sazidana ispred nje, tada već bio zazidan. Na sreću, višekratnim zahvatima Konzervatorskog zavoda za Dalmaciju u predratnim i poslijeratnim godinama crkvica je dovedena u relativno zadovoljavajuće stanje. Porušena je od bombardiranja u Drugom svj. ratu oštećena mlada kapelica koja je priječila ulaz u srednjovjekovnu crkvicu, sanirani su otvori na zidovima, ponovno sazidano pročelje, koje je bilo uništeno, i postavljen krov od kamenih ploča.
Nakon rušenja prednje kapelice nađeno je nekoliko ulomaka reljefne ornamentike (ostaci ciborija, oltarne pregrade, dovratnika, tranzena, itd.), a ostaci pleterne plastike bili su uzidani i u zazidanim otvorima prozora, a i sami dovratnici vrata i prozora bili su ukrašeni pleternom ornamentikom. Da bi se svi ti ulomci skupili najednom mjestu, Konzervatorski zavod je dao izgraditi uz crkvicu lapidarij, kako bi se mogli barem djelomično rekonstruirati ukrašeni arhitektonski dijelovi ovog značajnog spomenika.

## Osobine
Crkvica sv. Mihajla je veoma malih razmjera (dužine cca 4,5 m, a širine cca 2,5 m), ali elegantnih proporcija. To je longitudinalna jednobrodna građevina s apsidom polukružnom iznutra a četvrtastom izvana, kao što je i niz apsida starohrvatskih crkvica duž jadranske obale. Po dva pilastra sa svake strane dijele lađu u tri prostora, koji se sa strane završavaju polukružnim nišama. Svaki od tri prostora prekriven je svodom, srednji dio bačvastim, a prednji kao i onaj uz svetište križnim. S vanjske strane južni i sjeverni zid razvedeni su nizom lezena sa slijepim arkadama među njima. U srednjem prostoru lađe s obje strane nalazi se po jedan širok i visok, gore zaobljen prostor s pragovima bogato dekoriranim pleternom plastikom. Isto takav prozor nalazi se i po sredini apside. Izvorno pročelje crkvice uništeno je kad je ispred nje građena barokna kapelica, pa se ono može restaurirati jedino na osnovi proučenih fragmenata.
Sudeći prema modelu crkvice što ga drži lik okrunjena vladara, po općem uvjerenju donatora građevine, ona je imala nad srednjim travejem i kupolicu, te zvonik u pročelju. No pitanje je predstavlja li model na fresci ovu crkvicu, jer na modelu je apsida polukružna, a u stvarnosti je ona izvana četvrtasta, pa je time i pretpostavka o originalnom izgledu crkvice dovedena u pitanje. Pleter sačuvan na prozorima i nađen oko crkvice ubraja se među hrvatske najljepše pleterne reljefe, koji "vrsnoćom svoga rezanja i punoćom čvrsto organizirane i ispunjene kompozicije... nadilaze one u srednjoj i sjevernoj Dalmaciji, a sliče onima u dubrovačkom kraju". Smatra se da su freske na zidovima sv. Mihajla ranoromaničke i da su djelo domaćeg majstora koji je bio pod utjecajem talijanskog ranoromaničkog slikarstva, te da su s obzirom na stil i prikaz jednog dukljanskog vladara kao donatora nastale u drugoj polovici 11. ili možda početkom 12. stoljeća. Treba posebno upozoriti na napadnu sličnost krune s uhobranima na glavi kraljevog lika na ovoj fresci s onom na bareljefu hrvatskog vladara u splitskoj krstionici.

## Natpis
Na donatorskom natpisu crkve u Stonu dukljanski kralj Mihajlo 1080. godine sebe titulira:

## Starost
Određivanje vremena podizanja ove crkvice još uvijek je sporno. Frano Radić ju je u svoje vrijeme datirao u 8./9. stoljeće. Kasnije je prevladalo mišljenje Ljube Karamana, koji je na osnovi stilskih osobina pleterne plastike i fresaka, te uvjerenja da okrunjeni lik predstavlja kao njezina utemeljitelja dukljanskog kralja Mihajla, crkvicu datirao u 11. – 12. stoljeće. To mišljenje je još više učvršćeno kad je u ruševinama srušene barokne crkvice ispred crkvice sv. Mihajla na jednom grobu nađena kamena ploča s latinskim natpisom i imenom Michaelus, koje se dovodi u vezu s dukljanskim kraljem Mihajlom. Epigrafska analiza ovog kao i fragmenata jednog drugog natpisa pokolebala je ovo mišljenje, pa su se neki vratili starom datiranju crkvice u 8. – 9. stoljeće. Izneseno je i mišljenje da se ime Michaelus na ploči uopće ne odnosi na vladara nego na Mihaela Arkanđela, koji se često piše bez atributa sanctus, te da je to nadgrobni natpis jednog stonskog biskupa iz 9 - 10. stoljeća pa prema tome nema nikakve veze s vremenom gradnje crkvice.
Ipak iz činjenice što se prema tekstu natpisa sv. Mihael štovao u ovom kraju i prije 11. – 12. stoljeća, tj. prije vremena u koje povjesničari umjetnosti pretežno datiraju ovu crkvicu, Marko Vego je iznio pretpostavku da je i prije izgradnje ove sačuvane crkve sv. Mihajla na ovom istom mjestu bila jedna ranija crkva posvećena istom svecu. Cvito Fisković sa svoje strane napominje daje u karolinško doba građenje crkava posvećenih Mihajlu Arkanđelu na visovima i okruženim tvrđavama, kao što je slučaj i s našom crkvicom, predstavljalo simbol pobjede i snage povezan s vladarevom osobom, te na osnovi toga zaključuje da s te strane crkvica sv. Mihajla kod Stona za nas ima i nacionalno značenje, jer svjedoči "našu samostalnost i svijest o državnosti na Jadranu". Ako je ova ili neka još ranija crkvica sv. Mihajla kojoj je pripadao dio pleterne ornamentike uzidan u sadašnju crkvicu i nađen oko nje, podignuta već u 8. ili 9. stoljeću, kao što neki misle, tada je njezino nacionalno značenje još veće.

## Poveznice
- Starohrvatske crkve u Zahumlju
- Starohrvatska umjetnost
- Ston, Zahumlje, Predromanika